# Rudbaxton Rath
Rudbaxton Rath är ett slott i Storbritannien.   Det ligger i kommunen Pembrokeshire och riksdelen Wales, i den södra delen av landet, 300 km väster om huvudstaden London. Rudbaxton Rath ligger 70 meter över havet.
Terrängen runt Rudbaxton Rath är platt, och sluttar söderut.Runt Rudbaxton Rath är det ganska tätbefolkat, med 70 invånare per kvadratkilometer. Närmaste större samhälle är Haverfordwest, 4,5 km sydväst om Rudbaxton Rath. Trakten runt Rudbaxton Rath består i huvudsak av gräsmarker.